# Carl Gehrmann
Carl Gehrmann (* 28. April 1876 in Elbing, Ostpreußen; † 25. Januar 1966 in Hamburg) war ein deutscher Politiker der SPD (Mitglied des Preußischen Landtages und der Hamburger Bürgerschaft).

## Leben
Gehrmann erlernte nach der Volksschule den Beruf des Tischlers und war zwischen 1890 und 1894 auf Wanderschaft. Von 1896 bis 1898 war er zunächst in der anarchistischen Bewegung aktiv und trat dann aber 1898 in die SPD ein. 1907 trat er der Gewerkschaft bei. Ab 1910 wurde er in Zeitz SPD-Parteisekretär. Noch vor dem Ersten Weltkrieg siedelte er in die Stadt Harburg (seit 1937 zu Hamburg gehörig) um. Nach dem Kriegseinsatz wurde er in seiner neuen Heimat wieder Parteisekretär und war von 1921 bis 1933 Mitglied des Preußischen Landtages. Außer in der Zeit von Oktober 1922 bis Juli 1923, in der er in Berlin wohnte, lebte er in Harburg und gehörte dort zu den führenden Sozialdemokraten.
Vom 21. Juni bis zum 6. August 1933 wurde er von den Nationalsozialisten in Schutzhaft genommen. Nachdem er herum erzählte, dass Goebbels erschossen wäre und deshalb nicht an der Beisetzung des Reichspräsidenten Paul von Hindenburg anwesend gewesen war, wurde er kurze Zeit später verhaftet. Er wurde zu vier Monaten Haft verurteilt (10. August bis 10. Dezember 1934).
Nach dem Zweiten Weltkrieg wurde Gehrmann 1946 für die SPD in die Ernannte Hamburgische Bürgerschaft berufen. Der Bürgerschaft sollte er dann auch in den ersten beiden frei gewählten Bürgerschaften von 1946 bis 1953 angehören. Dazu übernahm er den SPD-Vorsitz in Hamburg-Harburg.